# Photinella
Photinella es un género de insectos mantodeos perteneciente a la familia Mantidae. Es originario de América.

## Especies
- Photinella biramosa
- Photinella brevis
- Photinella magna
- Photinella media
- Photinella silvai